# 羅傑斯廣場
羅傑斯廣場是位於加拿大亞伯達省愛德蒙頓的綜合性室內體育館。2014年3月動工興建，2016年9月8日正式完工啟用。體育館作為冰球場地可容納18,500人，作為演唱會場地可容納20,734人。

## 外部連結
- 官方网站
- City of Edmonton: Rogers Place （页面存档备份，存于）

Template:愛德蒙頓景點